# Эмблема летних Олимпийских игр 2008

Эмблема летних Олимпийских игр 2008

Китайская печать, танцующий Пекин (англ. Chinese Seal, Dancing Beijing) — название официальной эмблемы летних Олимпийских игр 2008 года, состоявшихся в городе Пекин, Китай. Эмблему представили в августе 2003 года на церемонии, которую посетили 2 008 человек.

## Описание
Эмблема состоит из двух частей: первая, верхняя часть, сочетает в себе искусство традиционных китайских печатей и китайской каллиграфии, имеет вид белых линий, пересекающих красное пространство, и вторая — слов «Пекин 2008», которые выполнены в стиле традиционных китайских иероглифов.
Узор белых линий верхней части эмблемы представляет собой иероглиф «цзин»  (кит. 京, пиньинь jīng, буквально: «столица»), трансформированный в бегущего к победе, танцующего человека, изгибами линий напоминающего летящего дракона и текущую реку, символизирующего живость китайской нации. Его распростертые руки символизируют приветствие Китая участникам Олимпиады со всего мира в праздновании прогресса человечества, дружбы и мира.
Стиль написания слов «Пекин 2008» показывает взаимодействие между китайской и зарубежной культурой, призывая их к взаимодействию. В целом эмблема показывает идею истории Китайской цивилизации, современную гостеприимную и дружественную нацию, динамически развивающуюся страну. К участию в конкурсе на создание эмблемы, проводившемся Организационным комитетом пекинской Олимпиады с 3 июля по 8 октября 2002 года, со всего мира было прислано 1994 работы. 
В результате продолжительных обсуждений и правок, в которых участвовали эксперты, художники и официальные представители Пекинского Олимпийского комитета, был принят окончательный дизайн эмблемы. В начале 2003 года изображение эмблемы было одобрено китайскими и международными спортивными чиновниками.

## Церемония открытия
Эмблема будущей олимпиады, получившая название «Китайская печать, танцующий Пекин» (англ. Chinese Seal, Dancing Beijing), была представлена 3 августа 2003 года в «Храме молитвы за богатый урожай» (кит. упр. 祈年殿, палл. Циняньдянь), расположенном в ансамбле «Храм Неба» в Пекине. Эмблему представляли известные киноактер Джеки Чан и теннисист Ден Япин. На церемонии презентации эмблемы представили два штампа, которые были вырезаны из цельного куска жадеита, с нанесенной на них гравировкой олимпийской эмблемы. Один образец вручили в торжественной обстановке представителям МОКа, а второй оставили на хранение в музее Олимпийских игр в Пекине.
Каждый штамп имеет длину 112 мм, которая отражает 112 лет олимпийского движения (1896—2008). Его высота 29 мм, что представляет Игры XXIX Олимпиады. Подставка для штампа имеет высоту 9,6 см, что выражает территорию Китая в 9,6 млн кв. км. Контейнер, в который помещен штамп, имеет высоту 200,8 мм, что подразумевает год проведения Игр. На каждой стороне контейнера есть изображения 14 лепестков, общее количество которых означает 56 этнических групп. Заканчивает эту композицию лента голубого, желтого, черного, зеленого и красного цветов (цвета олимпийских колец).
Всего планировалось выпустить 2008 экземпляров штампов, размером в два раза меньше чем оригинальный. Стоимость каждого из них составляла около 7000 USD.